# Wiry (przystanek kolejowy)
Wiry – przystanek kolejowy we wsi Wiry, w woj. wielkopolskim, w Polsce.

## Ruch pasażerski
| Rok  | Wymiana pasażerska na dobę |
| ---- | -------------------------- |
| 2017 | 50-99                      |
| 2022 | 200-299                    |

Przystanek został uruchomiony w latach 30. XX wieku.